# Вулиця Бойківська (Львів)
Вулиця Бо́йківська — вулиця у Франківському районі міста Львова, у місцевості Вулька. Пролягає від вулиці Сахарова та закінчується глухим кутом. Прилучається вулиця Сміливих, неподалік якого від вулиці Бойківської відгалужується стежка, якою парком «Горіховий гай» можна підійнятися до студентського містечка, що на вулиці Академіка Лазаренка.

## Історія
Вулиця виникла до 1930-х років, її шлях визначив Вулецький потік (нині взятий у колектор), який до 1970-х років протікав уздовж вулиці відкритим руслом.
Не пізніше 1931 року отримала назву Вулька Паненська, на честь згромадження сестер домініканок, які володіли навколишніми землями з XVIII століття. З 1933 року вулиця мала назву Крушнік, з 1943 року по липень 1944 року (під час німецької окупації) — Бетговенвеґ, на честь німецького композитора Людвіга ван Бетховена. У 1944 році вулиці повернули передвоєнну, але вже уточнену назву — вулиця Крушник.
Сучасну назву вулиця отримала у 1946 році на згадку про бойків, етнографічної групи українців або у Словаччині русинів, що живуть на північних і південних схилах Карпат.

## Забудова
У забудові вулиці переважає одно- та двоповерхова садибна забудова. Більшість житлових будинків розташовані з парного, більш пологого боку вулиці, деякі з них зведені у 1910-х—1930-х роках, зокрема будинки № 10, 14, 16, 22, і являють собою типову садибну забудову Вульки першої третини XX століття.
На непарному, крутішому, боці вулиці на місці колишньої автомийки, під № 1, у 2017 році будівельною компанією «Карпатбуд» зведено чотирисекційний житловий будинок. Під № 5 колись існувала Львівська багетна фабрика. На місці її розібраних на початку XXI століття будівель у 2010-2014 роках будівельною компанією «Еко-Дім» зведено сучасний житловий комплекс «Золотий горіх», що складається з шести будинків під № 5а-5е, а під № 5 нині розташовано авто-студію «Гараж 23».